# 伝説のスタフィーシリーズ
伝説のスタフィーシリーズ（でんせつのスタフィーシリーズ）は、トーセ開発、任天堂発売のアクションゲームシリーズの総称。

## 概要
携帯ゲーム機用の2Dアクションゲームのシリーズ。ゲーム開発の下請けを専門としており、かつ受託した仕事内容を機密事項としているトーセにとっては、開発元が自社だと公にしている数少ないゲームシリーズである。
ジャンルが「マリンアクション」とされている通り、海や水中を重点に置いた舞台となっている。それにあわせて、登場キャラクターの大部分も水生生物がモデルとなっている。スタフィーは「スターフィッシュ」、つまりヒトデがモデルである。
日本では2024年現在5タイトルが発売されている。日本以外では、北米で2009年6月8日に『伝説のスタフィー たいけつ!ダイール海賊団』が"The Legendary Starfy"という名称で発売された。
海外でも発売されたWii用ソフト『大乱闘スマッシュブラザーズX』でアイテム「アシストフィギュア」で登場するお助けキャラクターとしてスタフィーが、および同作の収集要素「フィギュア」や「シール」ではスタピーらシリーズのキャラクター達が登場しており、海外ではこれが初登場である。さらに、以降の大乱闘スマッシュブラザーズシリーズとなるニンテンドー3DS用ソフト『大乱闘スマッシュブラザーズ for Nintendo 3DS』、Wii U用ソフト『大乱闘スマッシュブラザーズ for Wii U』、Nintendo Switch用ソフト『大乱闘スマッシュブラザーズ SPECIAL』にも同役で引き続き登場している。なお、その際ゲームのタイトルは"Densetu no Starfy"とローマ字表記が使用されていた。
また、第1作目のスタッフクレジットには発売当時既に亡くなっていた横井軍平の名が記されており、彼も生前に開発に携わっていたことが窺える（実際に本作の開発が始まったのは1995年からである）。そのため、本作の第1作目はスタッフロールに横井の名が記された最後のゲームソフトでもある。
ゲームボーイアドバンスでリリースされた3作品は、かつてWii Uのバーチャルコンソールで配信されていた他、2024年7月12日には3作品一斉にゲームボーイアドバンス Nintendo Switch Onlineに追加された。3作品とも日本のみで発売されたタイトルだが、海外の同サービスでも日本語のまま追加されており、メニュー中のタイトル表記は前述のスマブラシリーズ同様のものが使用されている。

## シリーズ一覧
| 2002 | 伝説のスタフィー                         |
| 2003 | 伝説のスタフィー2                        |
| 2004 | 伝説のスタフィー3                        |
| 2005 |                                          |
| 2006 | 伝説のスタフィー4                        |
| 2007 |                                          |
| 2008 | 伝説のスタフィー たいけつ!ダイール海賊団 |

| タイトル                                 | 発売日        | 対応機種               | Wii Uバーチャルコンソール版の 配信開始日 |
| ---------------------------------------- | ------------- | ---------------------- | ---------------------------------------- |
| 伝説のスタフィー                         | 2002年9月6日  | ゲームボーイアドバンス | 2015年7月25日                            |
| 伝説のスタフィー2                        | 2003年9月5日  | ゲームボーイアドバンス | 2016年3月16日                            |
| 伝説のスタフィー3                        | 2004年8月5日  | ゲームボーイアドバンス | 2016年4月6日                             |
| 伝説のスタフィー4                        | 2006年4月13日 | ニンテンドーDS         | -                                        |
| 伝説のスタフィー たいけつ!ダイール海賊団 | 2008年7月10日 | ニンテンドーDS         | -                                        |

## 登場キャラクター

### スタフィーと仲間たち
スタフィー（英：Starfy）
主人公で、雲の上の王国テンカイの王子。身長36センチ、標準体型。年齢7歳。趣味はサングラス集め。外見は黄色い星そのもので、王族もテンカイの兵士たちもほぼ全員が同様の姿。寂しがり屋で泣き虫でおっちょこちょいでドジだが、頑張り屋。自身が話す台詞はなく、会話相手が（主にキョロスケ）彼の発言を代弁するが、『1』の公式サイトやテレビCMによると一人称は「ぼく」、語尾に「フィー」が付くようである。
何度も悪を打ち倒してきた英雄として各地に噂が伝わるも、その性格故か「弱そう」、「頼りなさそう」と初対面のキャラクターに見くびられることもしばしばあり、偉業に見合った扱いはあまり受けていない。空の国で生活していたのに、泳ぎやスピンアタックを覚えたのをきっかけに、空中戦よりも水中戦がずっと得意である。
家族構成は両親と妹のスタピーの4人構成で、それ以外にもキョロスケや無数の部下など家族同然の間柄の者たちがいる。
テレビCM（『1』から共通）や『たいけつ!ダイール海賊団』での音声は、声優のこおろぎさとみが演じている（『1』発売当時の各書籍、『伝説のスタフィー たいけつ!ダイール海賊団』エンディングクレジットより）。
『マリオ&ルイージRPG』ではヨッシーシアターでカービィやワリオと共にイラストのみで、『スーパープリンセスピーチ』では隠しキャラとしてゲストで出演している。
スタピー（英：Starly）
『3』から登場したスタフィーの妹。関西弁を喋る。スタフィーよりも年下なのでテンカイコドモたち同様、家族の中で唯一体色がピンクである。
兄とは違い、しっかり者で少々乱暴な性格でお転婆で冒険好き。そのため、家族や周囲に彼女に似た性格の者は見当たらず、パパスタからも『3』のオープニングにて「誰に似たのか」と不思議がられた事も。
兄との年齢差は不明だが、『3』のオープニングでは「テンカイでの平和な時間が経つうちにスタフィーに可愛い妹ができていた」と説明されており、当初は「テンカイコドモの女の子」と名前が表示されていた。オーグラを見たことが無かったなど、『2』終了から『3』までの間に誕生した妹となっており、まだかなり幼いということが分かる。また、その際までキョロスケとも面識が無かったゆえにキョロスケを「ハマグリ」と呼んでいる。
パパスタ
テンカイの国王で、スタフィーとスタピーの父。『1』から登場しているが、その時は「王さま」と表記され、名前が判明したのは『2』からである。かつて凄い戦士で、ロブじいと共にオーグラと戦ったこともある。
ママスタ
テンカイの王妃で、スタフィーとスタピーの母。パパスタと同様『1』から登場しているがその時はセリフは無く、名前が判明したのは『2』からである。『2』ではオーグラにさらわれてしまう（なお、CMではさらわれる直前にスタフィーを庇っていた）。
キョロスケ（英：Moe）
スタフィーの親友である二枚貝（ハマグリらしく、しばしばそう呼ばれる）。黄色よりのオレンジのオーソドックスな貝殻に黒い身の入った姿で、その名の通りにいつも地中に潜って目玉をキョロキョロと動かしているが、大気中で跳ぶことも可能である。当初はサンゴショウに住んでいたが、想いを寄せるハデヒラリが悪者ボンボーンにさらわれ、それを通りすがりのスタフィーが退治・救出したことをきっかけに彼の旅に同行することになり、以後は彼らの仲間となる。
性格はひねくれ者で、江戸っ子口調で口が悪く、いつもいきがっているが、実は気の弱い小心者。敵との戦いはスタフィーに任せ、自分は小さな魚も倒せない他、女好きでハデヒラリが好きなはずなのに他の女性にも目がないため、これらをはじめ、画に描いたような小物っぷりを見せるが、攻略のヒントを要所要所でスタフィーに教えてくれるので、大事な参謀役でもある。また、かなり人情家でもあり、父の仇の側であり、今までの宿敵だったオーグラが自分たちを救って死亡した際は、彼を許すと共に仲間と認めて号泣、自分の両親やプチオーグラと共に天国で善人として暮らせることを願っていた。
計3人いる弟と妹をとても大事にしており、プチオーグラ3号など子供に手を出す悪者には強い怒りを抱き、スタフィーに対しても、彼を自分の子分と呼び、常に使い走りのように先へ行けと急かすなどつっけんどんな態度を取る一方で、『2』で彼とはぐれた際には彼の身を心から案じ、3日も捜し続け、涙も見せていたなど、秘めた友情は非常に強く、おたからコンプリートエンディングでは涙を流して一時の別れを強く惜しんでいた。
苦しい生活を強いられており、『1』のずかんによると借金をしており、住んでいる家もクモの巣が張っているようなボロ家である（態度の悪さもこれが影響している）。弟たちを養う意味でもお金にがめつく、困っている人を見ると初め知らん顔をしながらも、礼を弾むといわれれば途端に態度を変えて協力的になるといったことが多い。
前述のスタフィー捜索の際、おやつの昆布巻きを目印にと数十個も落としていったところからすると、昆布巻きが好物らしく、他に『2』のずかんで本人が語るところによれば、3個パックのイチゴゼリーや麻婆豆腐が好きだという。そっくりさんに紫のとげとげの殻を持つショロスケと、水色の渦巻きの殻を持つチョロスケがいる。
なお、ゲームボーイカラーで開発されていた試作版時点での名称は「キョロロン」だった。
キョロ3兄妹
キョロスケの弟と妹たち。次男は3兄妹のまとめ、長女は料理上手、三男はおしゃぶりを加える赤ちゃんハマグリ。ちなみにキョロスケの貝殻の色は母譲りで、次男の貝殻の色は父譲り。何度か迷子になっているが、そのたびにスタフィーに助けられている。
キョロゾウ
キョロスケの父親。最初は幸せな家族だったが、自身が常に遊び呆けたのをきっかけに夫婦喧嘩で離婚してその後に失踪したため、キョロスケにとっては現在の生活苦の元凶といえる存在であり、彼からはクソオヤジ呼ばわりされていたが、内心では現在も父親としての愛情を求められていた。
失踪から10年後の『3』にて、キョロスケが貰うはずのお宝を掠め取ろうとし、息子たちと再会した。その後、欲からイーブル側について、キョロスケをスタフィーが倒す人質にするべく捕らえるが、彼が自分を犠牲にスタフィーたちを助けようとし、イーブルがキョロスケを処刑するべくと放った雷撃から彼を庇い、最期は自分がキョロスケに教えた「ウソツキはドロボーのはじまり」に反して嘘吐きな泥棒となってしまったことを懺悔するが、キョロスケからは昔言った「どんなことがあろーともオレさま（キョロスケ）を助けてくれる」という言葉を守ってくれたと伝えられて和解し、また飼っていた子犬をスタフィーたちに譲って死亡した。
キョロママ
キョロスケの母親。夫婦喧嘩して離婚後に家を引っ越す。その後は病気で死去した。
ハデヒラリ
キョロスケの初恋相手で、ミノカサゴのような姿をした美女。彼と同様にサンゴショウ（はじまりの海）に暮らす、名が示す通り南国の鳥のようなピンク色の派手でヒラヒラした外見と、半開きの目が特徴で、妖艶な名前や外見と違い、物腰は穏やかである。
キョロスケの想い人であり、彼からいつも熱烈なアタックを受け、「お嫁さん予定」と目されている。そのため、ボンボーンにさらわれたり、プチオーグラ2号に家を滅茶苦茶にされたりと苦労に遭うたび、キョロスケ（主にはその連れのスタフィー）に解決してもらっているが、そうして自分に尽くしてくれるキョロスケになびくのかといえばそうでもなく、当初はキョロスケからぞんざいに扱われていたスタフィーと共にキョロスケを同行させたり、2では「お友達でいましょう」と振ったり、3ではデートに誘われるとやんわり断ったりしているので、キョロスケにとってはまだまだ時間がかかりそうな状態である。しかし、冒険で家を留守にするキョロスケに代わって、彼の弟たちの世話をすることはあるなど、大事には思っている。
『2』で彼女を助けたとき手に入るグッズによると、有名ブランドの服を着ている模様。
ロブじいさん
キョロスケたちの住んでいる海の長老である、ロブスター。若い頃は凄腕の戦士で、パパスタと共にオーグラを初めて封印した人物である。今は高齢のため、スタフィーたちに助言を与える隠居の身だが、実は現在もきわめて高い実力を隠し持つ。アミー王国に別荘を持ち、『4』では事件発生前からたまたまそこに向かっていた。
『ダイール海賊団』では、裏ボスとして登場する。
マーメイド
二枚貝に入った人魚の女性。ライフの回復やセーブを行ってくれ、『ダイール海賊団』では「マーメイドのヒント」という形で攻略情報を提供してくれる。シリーズ全作品に登場するが、ストーリー自体に関わったことは一度もなく、セーブ後のゲーム再開時のセリフのみとなってる。
シリーズ中でも珍しい人に近いデザインのキャラクターである。頭身もかなり高いが、『ダイール海賊団』ではイラストレーションの変更により、公式イラストでは大幅にデフォルメされた頭身の低い姿となっている（ゲーム画面では旧作から変更されていない）。
ヤリイカーズ
『2』から登場。リーダーのヤリイカさん率いる計5人のヤリイカ。それぞれ、ザ・ドリフターズのメンバーがモデルとなっている。『3』では偽者のマカイカーズが登場した。

### 敵キャラクター
オーグラ
スタフィーの宿敵。海を荒らし回り、テンカイの征服を目論む。普段は魚の怪物のような姿だが、力を解放すると体を膨らませたり、流体状の怪物となる。『1』と『2』ではカタカナで喋っていたが、『3』からはひらがなで喋るようになる。
ボンボーン
水色の身体を白いトゲ付きの貝で覆った巻貝で、キョロスケのライバル的存在。語尾に「ボーン」を付けて話す。シリーズのボスの中では唯一の皆勤賞。
キョロスケがハデヒラリに愛を告げようとしていたところに現れ、彼女をさらうがスタフィーに倒され、ハデヒラリを奪還されてからも、キョロスケには恋のライバルとして激しく敵視され、これ以降スタフィーたちへの妨害や悪戯のため現れている。殻を猛スピードで回転させての体当たりで攻撃するが、いつも弱点が露出しているうえに動きも遅いので、ボスの中では倒しやすい部類に入る。
イーブル
オーグラを生み出した悪の大親玉にして全ての元凶。『3』のラストボスで、オーグラを強化し、自身も2つの形態でスタフィーを苦しめる。ストーリーでもゲームでもシリーズ屈指の強さを誇る。
デジール
ウミヘビやオオウナギのような姿の魔女で、『4』のラストボス。高笑いが特徴で、ザマス口調で喋る。モナムールストーンを盗んだ犯人であり、目的のためなら国一つ破壊できる。
コラルに一目惚れしていたが、その邪悪な心を見抜いたコラルがその求愛を拒んだことで、モナムールストーンの力でもっと美しく強くなってアミー王国とコラル以外の国民を滅ぼせば、コラルの心を独り占めできると思い込み、モナムールストーンを盗み、アミー王国に災いをもたらした上、世界中のワルモノを集め、モナムールストーンの力で強化して王国中に送り込んだ。
真の姿を現すと、巨大な顔と手だけという彼女の自己顕著と美意識を象徴した姿となり、モナムールストーンの力で美しくなった顔に絶対の自信を持っているが、その顔が同時に弱点でもある他、手はスタフィーとスタピーにとって足場として使うことができるため、徐々にダメージを負っていき、最終的にはスタフィーたちに顔をすべて破壊されて醜悪な本当の顔を暴かれ、醜く滅びることに絶望しながら力を失い元々の小さなヘビの姿に戻った。テレビCMでの音声は、声優の池田勝が演じている。
ジャン、ケン、ポン（英：Snips、Ronk、Papes）
逃亡したランパを追跡していた3人組で、ランパ星を襲撃した宇宙海賊「ダイール海賊団」のメンバー。リーダー格である長身の女性・ジャン、巨体の男性・ケン、小柄な男性・ポンという組み合わせで、登場演出の爆煙に使う火薬が多すぎ黒焦げになったり、任務は失敗ばかりとマヌケさが目立つ。ジャンは爆弾、ポンはシールド、ケンは突進で攻撃する。
次第にダイールの非情さに疑念を強めていき、最終的にはスタフィーたちに味方して、ダイールに不意打ちを仕掛けることで取り込まれたランパを助け出した。ダイール撃破後はランパ星の兵士に処刑されかかったが、仲間と認められたスタフィーたちに助けられて正式に和解した。
名前の通りじゃんけんをモチーフとしたキャラクターで、決め台詞もそれぞれ「夜空を切り裂く アカバサミ」「全てを粉砕 グーパンチ!」「小粒でも パーっと行くぜ!」とチョキ・グー・パーに因んだものである。
ダイール（英：Mashtooth）
『ダイール海賊団』のラストボスで、ダイール海賊団の首領。ワニ（クロコダイル）の姿をした巨漢で、より強大な力を得るべくランパ星人及びランパ王子の持つ変身能力を狙っていた。
ランパ星人の力を吸収することでパワーアップするも一旦はスタフィーに倒されるが、隙を見てランパを強引に取り込んで更にパワーアップ、巨大な竜の姿になると共に、力を吸い取り終わったランパを人質にしてスタフィーたちを痛めつける。しかし、ジャンケンポンの活躍でランパを奪還されると共にスタフィーが復活、激闘の末に隕石をスタフィーにぶつけて止めを刺そうとするも、仲間の思いを受けて全力を出したスタフィーに隕石を押し返され、逆に自分へ激突して消滅した。

## テーマソング
オリジナルテーマソングがいくつか存在し、テレビCMなどで使用されている。いずれも原曲はタイトルロゴ表示時に流れる「海のねいろ」であり、作曲は『ボンバーマンランド』シリーズを手掛ける岩本守弘によるもの。なお、『3』と『4』のテーマソングは未CD化。
伝説のスタフィー「伝説のスタフィー」
作詞・作曲 - Nintendo、トーセ / 編曲 - 三宅一徳 / 歌 - ベッキー
伝説のスタフィー2「スタフィーの大冒険」
作詞・作曲 - Nintendo、トーセ / 編曲 - 松武秀樹 / 歌 - 和希沙也
伝説のスタフィー3「伝説のスタフィー3」
作詞・作曲 - Nintendo、トーセ / 歌 - Perfume
伝説のスタフィー4「伝説のスタフィー」
作詞・作曲 - Nintendo、トーセ / 歌 - ℃-ute

## 漫画
- 伝説のスタフィー (あべさよりの漫画)
- 伝説のスタフィー (須藤ゆみこの漫画)
- 伝説のスタフィーR